# Angelo Torres
Pour les articles homonymes, voir Torres.
Angelo Torres est un dessinateur de comics américain né le 14 avril 1932 à San Juan à Porto Rico.

## Biographie
Angelo Torres naît le 14 avril 1932 dans le quartier de Santurce dans la ville de San Juan à Puerto Rico. Dans les années 1950, il est l'assistant de Al Williamson sur la série Valor publiée par EC Comics. Tous deux avec Frank Frazetta et Roy Krenkel forment un studio nommé The Fleagle Gang. Il dessine une seule histoire destinée à un comic book de EC et qui devait être publiée dans le quatrième numéro de Incredible Science-Fiction publié en novembre 1955. Cependant cette histoire, nommée The Mutants et écrite par Jack Oleck, est rejetée par la Comics Code Authority. William Gaines décide alors d'arrêter de publier des comics et préfère se consacrer à Mad. Il travaille alors pour divers éditeurs comme Atlas, Gilberton ou Feature Comics. Ente 1964 et 1967, il travaille pour Warren Publishing sur les magazines Eerie, Creepy et Blazing Combat. À partir de 1968, il retrouve EC Comics, bien que celle-ci ait été racheté entretemps, et devient un collaborateur régulier du magazine Mad où il reste pendant 25 ans. Il travaille aussi occasionnellement pour le magazine Esquire. 